# 독주

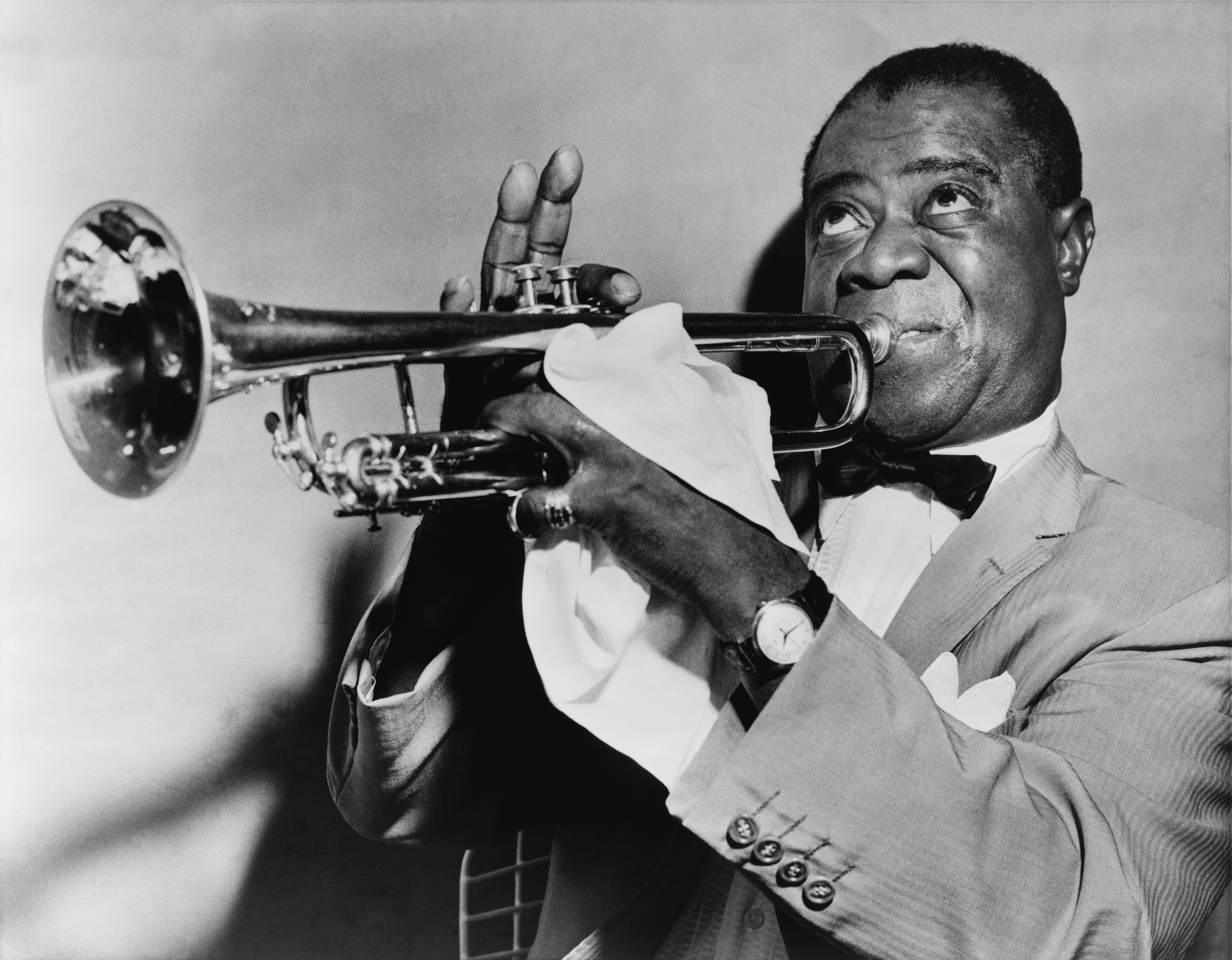
트럼펫 연주자이자 가수 루이 암스트롱이 독주하고 있다.

독주(獨奏, 이탈리아어: solo)란 혼자서 악기를 연주하는 것이다. 반주일 때도 독주라 할 수도 있으나 이중주라고 불리는 경우도 있다. 합주 중에 주 선율을 혼자 연주하는 것(솔로) 역시 독주다. 협주곡, 특히 독주 협주곡에서는 독주와 오케스트라가 연주하게 된다. 독주 연주자를 솔리스트(프랑스어: soliste), 솔로이스트(soloist)라고 한다.
- 복수로 연주하지만 각각의 파트가 하나씩만 있는 연주형태를 중주라 한다. 이 경우 각각을 솔로로 볼 수 있다.
- 복수로 연주하며 한 파트가 복수인 것을 합주라 한다. 이때 그 중 한 명만 연주하는 부분에 있어서도 솔로로 볼 수 있다.

## 같이 보기
- 투티